# Diatomocera albosigno
Diatomocera albosigno är en fjärilsart som beskrevs av Heinrich 1956. Diatomocera albosigno ingår i släktet Diatomocera och familjen mott. Inga underarter finns listade i Catalogue of Life.